# Titularbistum Pomesanien
Pomesanien (polnisch Pomezania) ist ein Titularbistum der römisch-katholischen Kirche.
Es geht auf das 1243 errichtete altpreußische Bistum Pomesanien zurück, das durch die Reformation unterging. Im November 2014 wurde es als Titularsitz wiedererrichtet und am 13. Dezember 2014 erstmals vergeben.
| Titularbischöfe von Pomesanien |                |                                  |                   |     |
| Nr.                            | Name           | Amt                              | von               | bis |
| 1                              | Adam Wodarczyk | Weihbischof in Kattowitz (Polen) | 13. Dezember 2014 |     |